# Gare de Lunebourg
La gare de Lunebourg, est une gare ferroviaire des lignes : de Hanovre à Hambourg, de Lübeck à Lunebourg (de), de Wittenberge à Buchholz (de),de Lunebourg à Bleckede (de) et de Lunebourg à Soltau (de). Elle regroupe les installations des anciennes gares Lüneburg West et Lüneburg Ost et remplace la gare Lüneburg Süd, désaffectée et démantelée, et l'ancien point d'arrêt Lüneburg Nord. Elle est située dans la ville de Lunebourg, land de Basse-Saxe en Allemagne.
C'est une gare voyageurs et marchandises.

## Situation ferroviaire
La gare de Lüneburg Ost est située : sur la ligne de Hanovre à Hambourg. Elle est également la gare d'origine de la Ligne Lübeck-Lunebourg (de).
La gare de Lüneburg West est située sur la ligne de Lunebourg à Bleckede (de), d'intérêt secondaire à voie unique. Cette ligne est connue pour les transports de déchets nucléaires qui y transitent en direction de l'installation d'entreposage des déchets nucléaires de Gorleben. Elle est également gare d'origine de la ligne de Lunebourg à Soltau (de). Ces deux lignes, reliées indirectement via les voies de DB Netz, ne sont utilisées que pour des circulations de trains de marchandises et de trains touristiques.
On trouvait au sud de ces deux gares celle dite de Lunebourg Sud, desservie par les Chemins de fer du Hanovre-Oriental (de) (OHE), ses installations sont entièrement démantelées. L'OHE desservait également le point d'arrêt de Lüneburg Nord sur la ligne de Lübeck

## Historique

### Histoire de la gare
Jusqu'au milieu des années 1960, le dépôt de Lüneburg était situé à l'est, de l'autre côté des voies. Les installations du dépôt étaient encore utilisées pour le stationnement des véhicules ferroviaires jusqu'à ce que le quartier de la gare soit repensé entre 1994 et 2002,.
Les lignes vers Bleckede et Soltau n'ont plus de trafic régulier de voyageurs depuis le 21 mars 1977. 

### La gare auXXIesiècle
La gare voyageurs de Lunebourg regroupe les installations de deux anciennes gares : l'ancienne Lüneburg Ost est devenue la gare principale et l'ancienne Lüneburg West une annexe. Les deux bâtiments voyageurs se font face sur le parvis entre les emprises ferroviaires, séparées par la Bahnhofstrasse. La gare de Lüneburg West se trouve sur la ligne de Wittenberge à Buchholz. Les quais sont desservis par les voies 6 et 7, où circulent les trains régionaux depuis et vers Hambourg et Dannenberg. La gare de Lüneburg Ost a un bâtiment voyageurs un peu plus simple, qui est utilisé. Cinq voies desservent trois quais, un quatrième quai, desservi par deux autres voies, a été supprimé dans les années 2010 après avoir été inutilisé pendant des années.

## Service des voyageurs

### Desserte
Elle est desservie par les trains de la Deutsche Bahn AG et de la Metronom Eisenbahngesellschaft. Outre les trains régionaux, des trains Intercity et Intercity Express s'arrêtent également à Lüneburg.

Installations
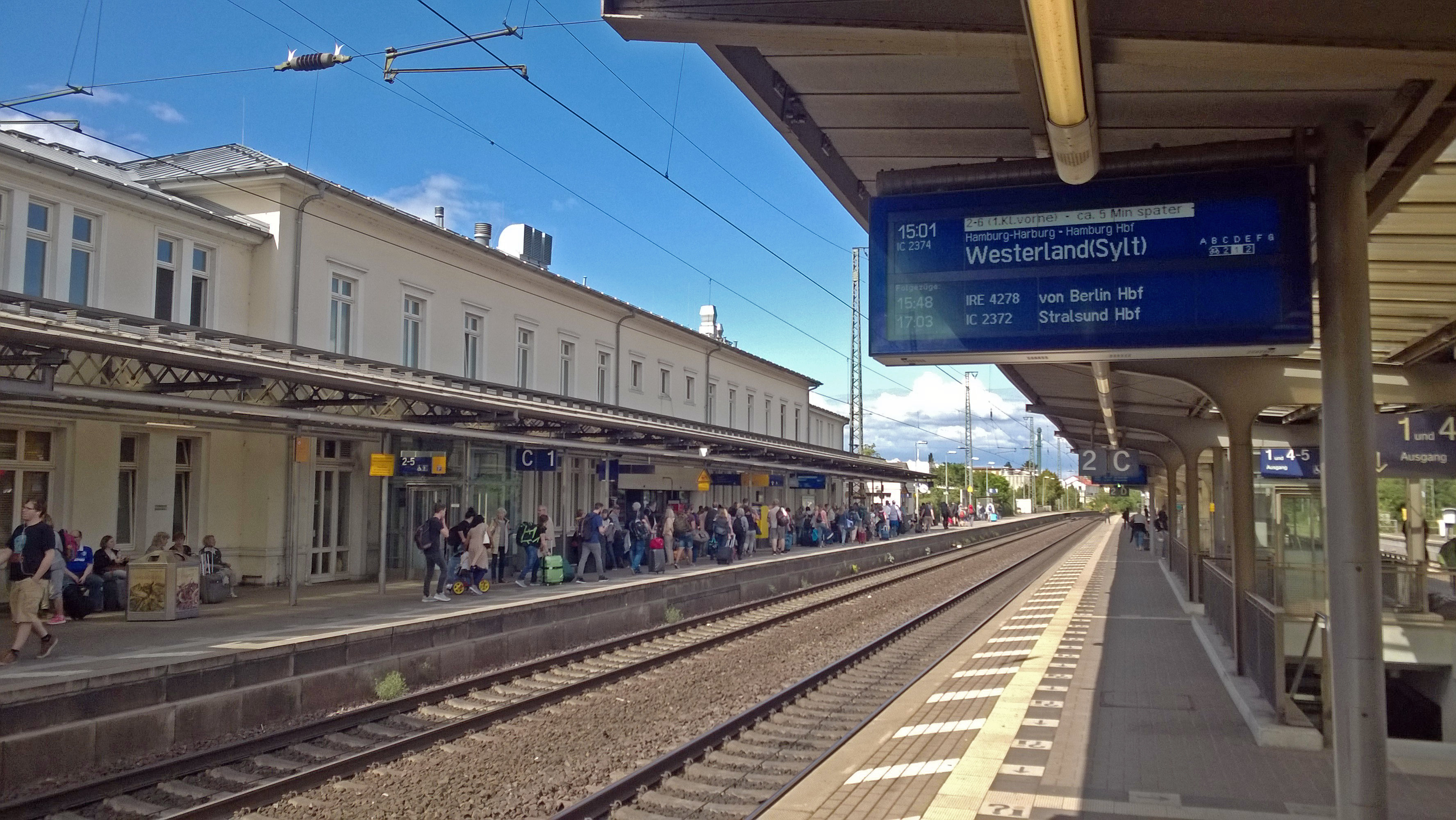
Vue des quais 1 et 2
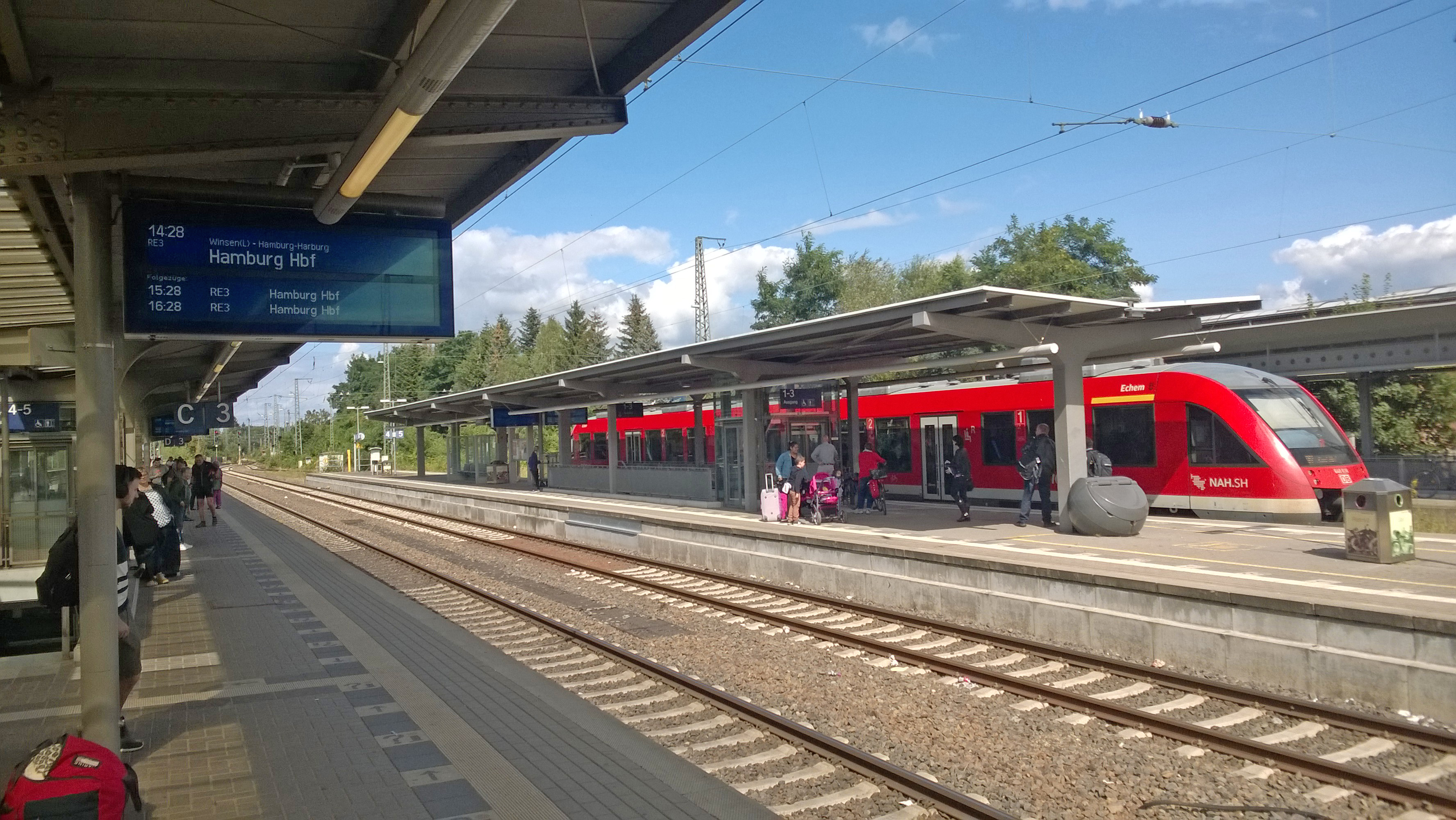
Vue des quais 3, 4 et 5.

## Service des marchandises
La gare marchandises est située au sud de la gare voyageurs.

## Art dans la gare

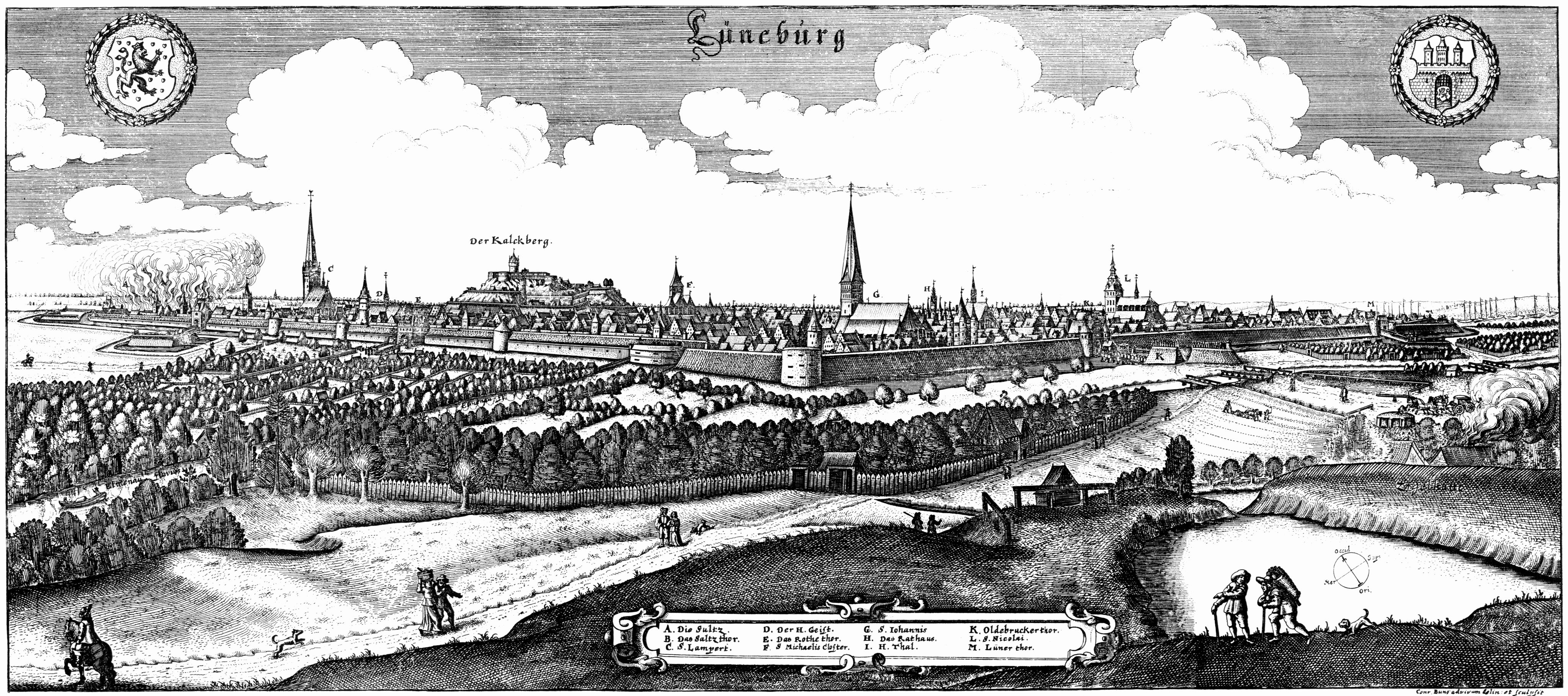
La ville de Merian sur Lunebourg, modèle de la peinture murale.

En 1939, le peintre Hugo Friedrich Hartmann (1870-1960), originaire de Bardowick, a peint deux grandes peintures murales dans la salle d'attente de la gare de Lüneburg Ost. Une d'entre elles représente un paysage de bruyère, l'autre une vue de Lüneburg à partir d'une gravure sur cuivre de la Topographia Germaniae de Matthäus Merian l'Ancien.

## Patrimoine ferroviaire
Le bâtiment voyageurs, d'architecture classique tardive élaborée, a été réaffecté en casino.

Ancien bâtiment voyageurs devenu un casino
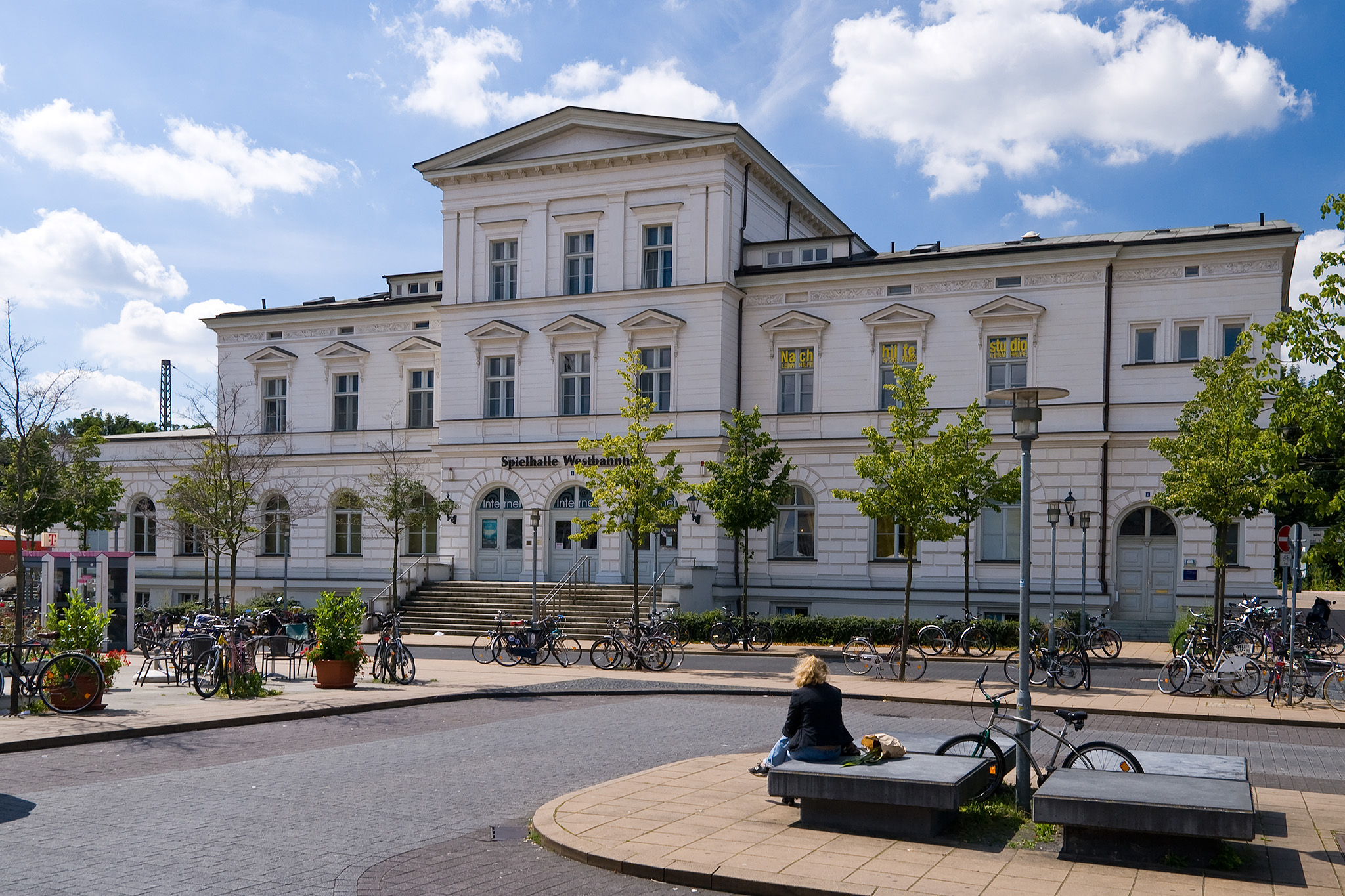
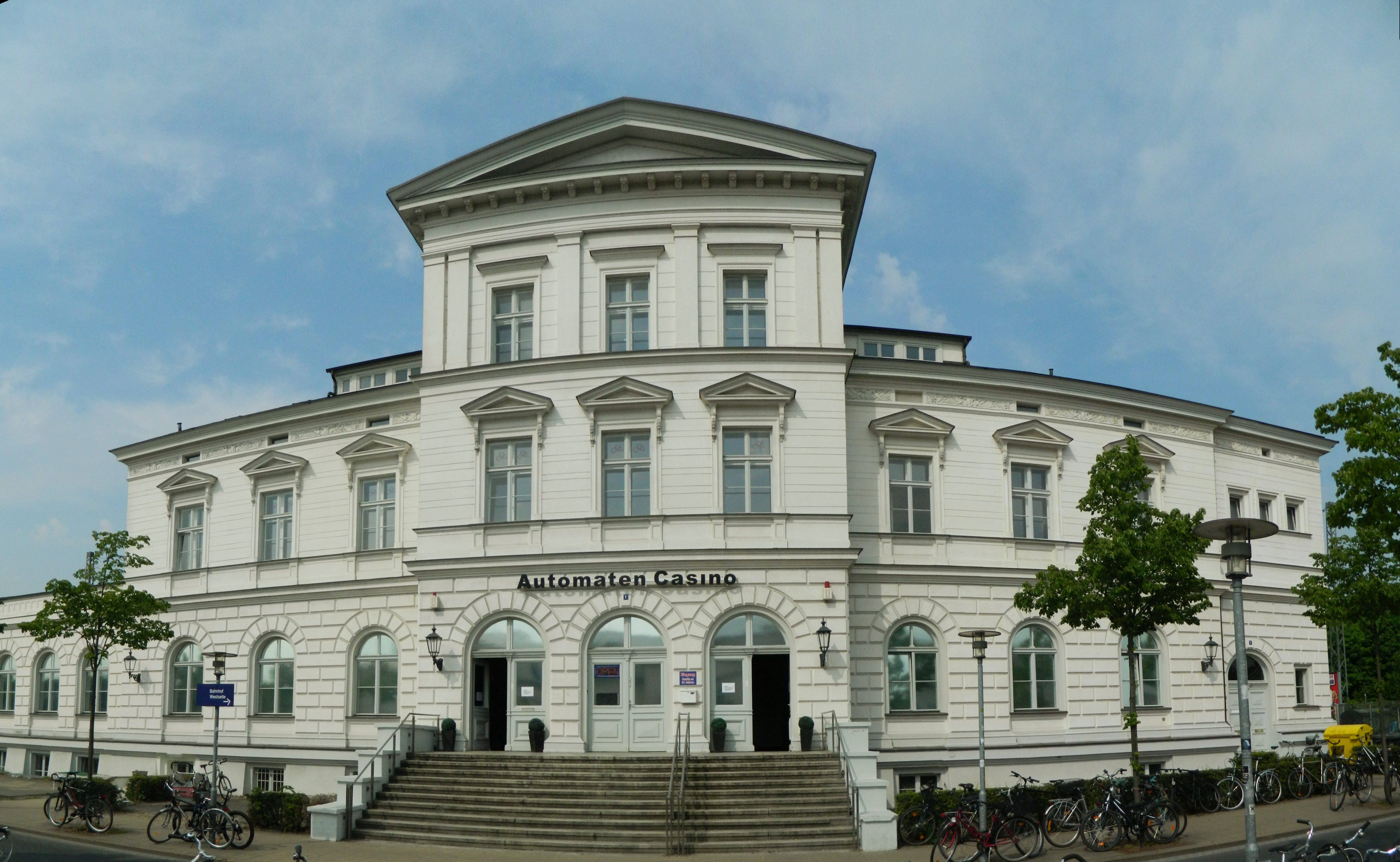
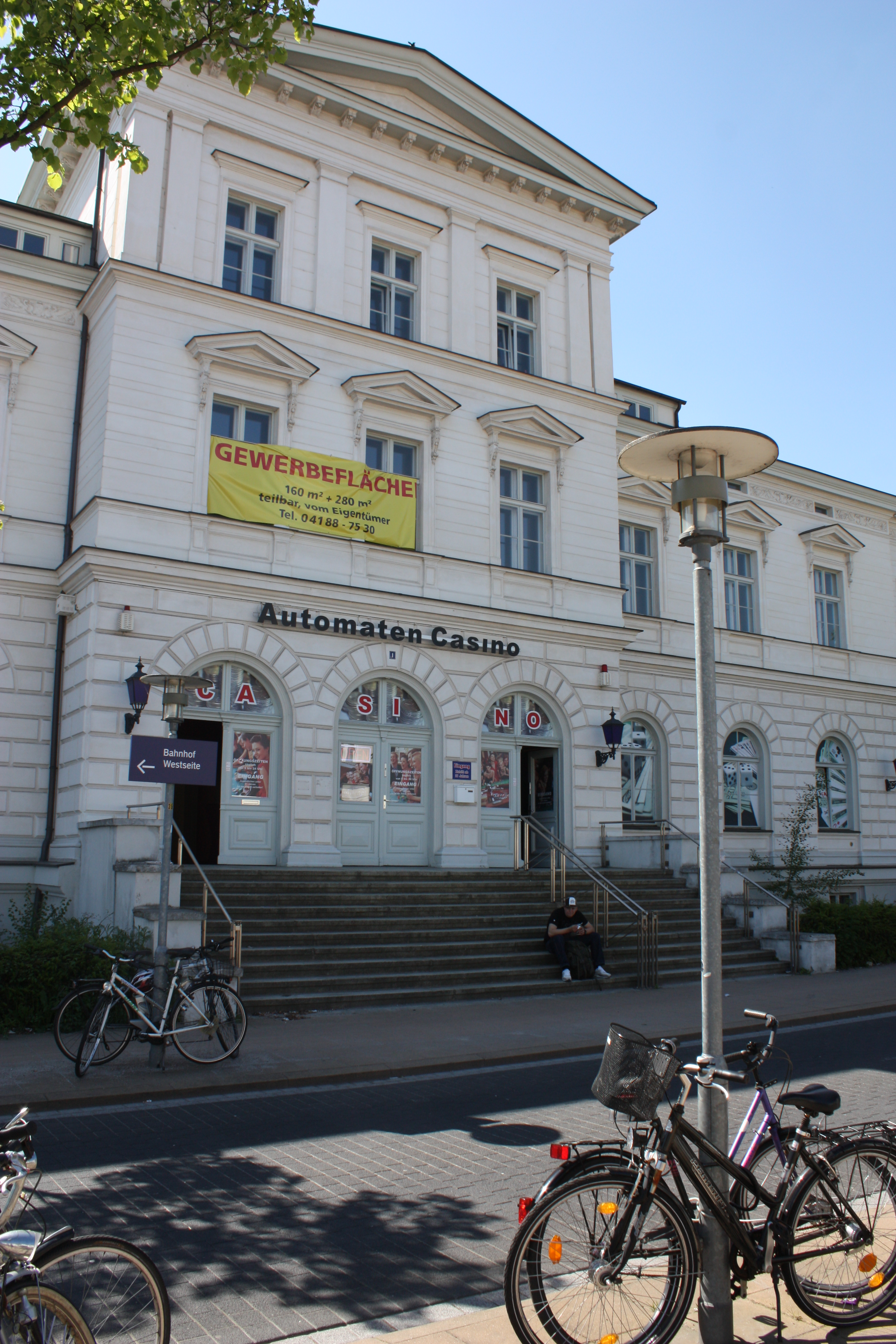